# Casa al carrer de l'Església cantonada amb el Carrer Mossèn Jacint Verdaguer
La Casa al carrer de l'Església cantonada amb el Carrer Mossèn Jacint Verdaguer és una obra de Torroella de Montgrí (Baix Empordà) inclosa a l'Inventari del Patrimoni Arquitectònic de Catalunya.

## Descripció
La finestra es troba integrada a una construcció molt modificada i actualment modesta, que ocupa la façana del carrer de l'església que fa cantonada amb Mossèn J.Verdaguer. Ès de pedra, de tipologia renaixentista, amb arc conopial i decoració calada de tema vegetal.

## Història
Aquest element, que respon ales característiques estilístiques gòtic renaixentistes, és del segle xvi. es conserva en molt bon estat, tot i que la façana on està situat ha experimentat importants modificacions al llarg del temps.